# Martin Hamuljak

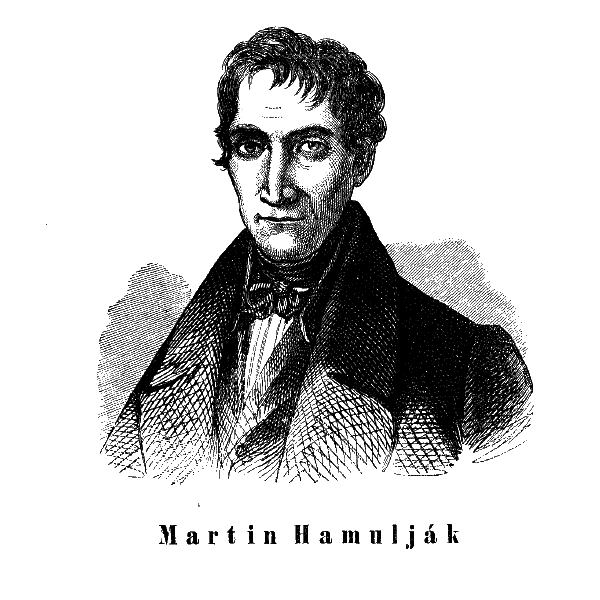
Martin Hamuljak

Martin Hamuljak (* 19. April 1789 in Oravská Jasenica, Habsburgermonarchie, heute Slowakei; † 31. März 1859 in Námestovo, Kaisertum Österreich) war ein slowakischer „nationaler Wiedererwecker“, Linguist, Redakteur und Publizist im 19. Jahrhundert.

## Leben
Hamuljak kam zur Welt in einer adligen Familie und studierte in Buda und Eger. 1818 schloss er Jura an der Königlichen Akademie in Pressburg ab und arbeitete danach als Beamter im Statthalter-Rat zu Buda.
1834 gründete er zusammen mit Ján Kollár den Verein Spolok milovníkov reči a literatúry slovenskej (deutsch etwa: Verein der Freunde der slowakischen Sprache und Literatur), der beide Flügel der damaligen slowakischen Nationalbewegung annähern sollte. Daneben gab Hamuljak 1835–40 vier Jahrgänge des Almanachs Zora heraus, in dessen Anhänger des Bernoláks Sprachstandards und des Tschechischen beitrugen, u. a. Pavel Jozef Šafárik, Ján Kollár, Bohuslav Tablic und Ján Hollý.
Nach der Revolution von 1848/49 wurde er von der österreichischen Herrschaft beauftragt, um Landesgesetze, Verordnungen für den ungarischen Teil des Reiches ins Slowakische zu übersetzen und war in der Steuerkommission zu Kaschau tätig. Im Dezember 1853 ging er in Rente und lebte bis zum Tod wechselhaft in Buda und Námestovo.
Hamuljak hatte zu seiner Lebenszeit eine Bibliothek von fast 2.500 Bändern gesammelt, die er dem Gymnasium in Neusohl schenkte und von dort in den Besitz der Matica slovenská gelang.

## Sonstiges
Zu Ehren von Martin Hamuljak ist seit 1948 die westslowakische Gemeinde Hamuliakovo nach ihm benannt.